# Belgiens Grand Prix 1983
Belgiens Grand Prix 1983 var det sjätte av 15 lopp ingående i formel 1-VM 1983.  

## Resultat
1. Alain Prost, Renault, 9 poäng
2. Patrick Tambay, Ferrari, 6
3. Eddie Cheever, Renault, 4
4. Nelson Piquet, Brabham-BMW, 3
5. Keke Rosberg, Williams-Ford, 2
6. Jacques Laffite, Williams-Ford, 1
7. Derek Warwick, Toleman-Hart
8. Bruno Giacomelli, Toleman-Hart
9. Elio de Angelis, Lotus-Renault
10. Johnny Cecotto, Theodore-Ford
11. Marc Surer, Arrows-Ford
12. Danny Sullivan, Tyrrell-Ford
13. Raul Boesel, Ligier-Ford
14. Michele Alboreto, Tyrrell-Ford

### Förare som bröt loppet
- Niki Lauda, McLaren-Ford (varv 33, växellåda)
- Nigel Mansell, Lotus-Ford (30, växellåda)
- Andrea de Cesaris, Alfa Romeo (25, insprutning)
- Roberto Guerrero, Theodore-Ford (23, motor)
- René Arnoux, Ferrari (22, motor)
- Corrado Fabi, Osella-Ford (19, hjul)
- Manfred Winkelhock, ATS-BMW (18, snurrade av)
- John Watson, McLaren-Ford (8, kollision)
- Jean-Pierre Jarier, Ligier-Ford (8, kollision)
- Thierry Boutsen, Arrows-Ford (4, upphängning)
- Mauro Baldi, Alfa Romeo (3, gasspjäll)
- Riccardo Patrese, Brabham-BMW (0, motor)

### Förare som ej kvalificerade sig
- Piercarlo Ghinzani, Osella-Alfa Romeo
- Eliseo Salazar, RAM-Ford